# The Blackout (band)
The Blackout is een posthardcoreband afkomstig uit Wales, die in 2003 is opgericht. De band groeide snel in populariteit nadat ze hun eerste demo Pull no Punches op hun MySpace gezet hadden. De band tekende bij een klein label genaamd Fierce Panda, waarop een jaar later hun eerste single "Hard Slammin'" en een mini-album getiteld The Blackout! The Blackout! The Blackout! uit kwam. Een tour door Europa als het voorprogramma van Lostprophets volgde hierop, waarmee The Blackout internationale bekendheid kreeg.
In 2007 kwam het debuutalbum van de band uit, getiteld We Are the Dynamite. Hiermee stonden ze op het podium van onder andere Pukkelpop. Oorspronkelijk werd er hierna een Europese headline tour georganiseerd, maar die werd uitgesteld toen de band de mogelijkheid kreeg om met de Rockstar Taste Of Chaos Tour mee te gaan. Deze hield in november 2007 halt hield in de Ancienne Belgique in Brussel en de 013 in Tilburg. Slechts 3 maanden na de Taste Of Chaos Tour werd de oorspronkelijke headline tour gehouden waarmee ze onder andere speelden in de Vaartkapoen in Brussel, Waterfront in Rotterdam en de Melkweg in Amsterdam. In april 2008 trad de band op op het Belgische Groezrock festival.
Aan het begin van de zomer van 2009 kwam het tweede studioalbum van The Blackout uit, getiteld The Best in Town. Hiermee kwamen ze op festivals als Appelpop, Lowlands en Pukkelpop en werden ze gevraagd voor de Vans Warped Tour door de Verenigde Staten.

## Leden
- Sean Smith - zang, scream
- Gavin Butler - zang
- Matthew Davies - gitaar, leidend
- James Davies - gitaar
- Rhys Lewis - basgitaar
- Gareth Lawrence - drums

## Discografie
Demo's:
- Pull No Punches (2004)

Ep's:
- The Blackout! The Blackout! The Blackout! (2006)

Albums:
- We Are the Dynamite (2007)
- The Best in Town (2009)
- Hope (2011)

Singles:
- Hard Slammin' (2006)
- The Beijing Cocktail (2007)
- It's High Tide Baby! (2008)
- Children of the Night (2009)
- Save Our Selves (The Warning) (2009)
- I Don't Care (This Is Why We Can't Have Nice Things) (2009)
- Higher & Higher (2011)